# مرشح الاقراص

## مرشح الأقراص.
مرشح القرص هو نوع من مرشحات المياه ويستخدم بشكل أساسي في الري ، على غرار مرشح الشاشة ، باستثناء أن جهاز المرشح مصنوع من عدد من الأقراص البلاستيكية المكدسة فوق بعضها البعض مثل كومة من رقائق البوكر. كل قرص مغطى بأخاديد صغيرة أو نتوءات. تحتوي الأقراص( أو الحلقات )على فتحة في المنتصف، مكونة أسطوانة مجوفة في منتصف المكدس. يمر الماء من خلال الممرات الصغيرة فيما بينها، وتحتجز الشوائب خلفها.
تعتمد جودة الترشيح على كمية وحجم الجسيمات التي يستطيع عنصر الترشيح الاحتفاظ بها. الترشيح العالي الجودة يعني ببساطة الماء النظيف. يعتمد هذا على هندسة القنوات، بما في ذلك الحجم،الطول،الزاوية، وعدد نقاط التقاطع المولدة. عادةً ما تكون الأقراص مشفرة بالألوان للإشارة إلى مستوى الترشيح. عادةً ما يتم قياس جودة الترشيح بالميكرون ، بناءاً على أصغر حجم للجسيمات المرشحة. يتراوح النطاق النموذجي من 25 ميكرون لأفضل مستوى ترشيح إلى 400 ميكرون للخشن.في بعض الأحيان يتم إعطاء جودة الترشيح كحجم شبكة مكافئ لمرشح شاشة قابل للمقارنة. تتراوح أحجام الشبكة النموذجية من 40 إلى 600 . عند استخدام أحجام الشبكة، 40 هو الأكثر خشونة و 600 هو أفضل مستوى أو أعلى من الترشيح.
تتراوح فلاتر القرص في الحجم من وحدات صغيرة ذات مدخل ومخرج 3/4 بوصة تستخدم لأنظمة الري بالتنقيط للمناظر الطبيعية إلى مصارف كبيرة جدًا من فلاتر متعددة تُستخدم معًا لتصفية كميات كبيرة من المياه للتطبيقات الزراعية والصناعية.
يجب تفكيك بعض مرشحات القرص، وخاصةً المرشحات الصغيرة، وتنظيفها يدويًا. يمكن إعادة مسح العديد من المرشحات الكبيرة بطريقة تجعل الأقراص قادرة على الفصل والدوران أثناء دورة التنظيف. في بعض الحالات، قد تكون هناك حاجة إلى مضخة معززة للتدفق العكسي. يمكن استخدام مرشحات القرص لأنواع عديدة من الملوثات، بما في ذلك الرمل الناعم والمواد العضوية. ومع ذلك، عند استخدامها لتصفية المواد العضوية، فإنها تسد بسرعة أكبر من مرشح الوسائط وسيتعين تنظيفها في كثير من الأحيان. تتمثل إحدى ميزات مرشح القرص على مرشح الوسائط في أنه يمكنه التدفق بسرعة أكبر مع تدفق مياه أقل.
يتم تغطية مرشحات القرص المستخدمة في الري الزراعي بمعيار .ISO 9912-2

## التاريخ
تم تطوير مرشح القرص في الأصل عام 1936 لتصفية السائل الهيدروليكي في مفجر B-17. في هذه المرشحات ، كانت الأقراص مصنوعة من الفولاذ المقاوم للصدأ والنحاس. بدأ استخدام هذا النوع من المرشحات في إسرائيل لتصفية مياه الري في 1960.